# Faringealização
Faringealização é um articulação secundária da consoante S, através da qual a faringe ou epiglote é apertado durante a articulação do soar.

## Símbolos IPA
No alfabeto fonético internacional, A Faringealização pode ser indicada por um dos dois métodos:
1. O Til ou  traço balançado, através da carta indica uma velarização ou faringealização, como em  [ɫ] ("l escuro", a faringealização equivalente de  [l]), ou

O símbolo #  ⟨ˤ⟩ (a sobrescrito fricativa faríngea ou revertida parada glotal), após a letra de pé para a consoante faringealização, como em  [t ˤ] (o equivalente à faringealização do  [t]) É facilmente confundido na impressão do . ⟨ˁ⟩, como eles parecem quase idênticos, e ambos são codificada como variantes sobrescritos de  ⟨ʕ⟩.

### Exemplos de consoantes Faringealizadas
Oclusivas
- Faringealizada sem voz alveolar oclusiva  [t ˤ] (em árabe, Mizrahi hebraico)
- Faringealizada voz alveolar oclusiva  [d ˤ] (em árabe)
- Faringealizada oclusiva bilabial surda  [p ˁ] (em ubykh)
- Faringealizada oclusiva bilabial sonora  [b ˁ] (em ubykh)
- Faringealizada uvular sem voz oclusiva  [q ˁ] (em ubykh, Tsakhur)
- Faringealizada voz uvular oclusiva  [ɢ ˁ] (em Tsakhur)

Fricativas
- Pharyngealized sem voz sibilante alveolar  [s ˤ] (em árabe, Mizrahi hebraico)
- Pharyngealized voz sibilante alveolar  [z ˤ] (em árabe)
- Pharyngealized mudo fricativa dental  [θ ˤ]
- Pharyngealized fricativa dental  [ð ˤ] (em árabe)
- Pharyngealized mudo fricativa labiodental  [f ˁ]
- Pharyngealized fricativa labiodental  [v ˁ] (em ubykh)
- Pharyngealized uvular surda fricativa  [χ ˁ] (em ubykh, Tsakhur)
- Pharyngealized voz uvular fricativa  [ʁ ˁ] (em ubykh, Tsakhur)
- Faringealizada  Sem voz glotal fricativa  [h ˁ] (em Tsakhur)

Nasais
- Faringealizada bilabial nasal  [m ˁ] (em ubykh)

Aproximantes
- Faringealizada labializada velar aproximante  [w ˁ] (em ubykh)